# Corona (efternamn)
Corona är ett för- och efternamn. Det härstammar från det latinska ordet corona ("krona" eller "krans") och är vanligast i Italien och Spanien.

## Kända personer med namnet
- Martyren Corona (160–177)
- Heriberto Jara Corona (1879–1968), en mexikansk guvernör
- Juan Vallejo Corona (1934-), en mexikansk seriemördare
- José de Jesús Corona (1981-), en mexikansk fotbollsspelare